# Michail Miloradovitj
Michail Andrejevitj Miloradovitj (ryska: Михаил Андреевич Милорадович) född 1 oktober 1771, död 1825, var en rysk greve och en mycket känd general, deltagare i Fosterländska kriget 1812; besökte universiteten i Königsberg, Göttingen och Strasbourg. Sårades dödligt vid dekabristupproret 1825.
Miloradovitj var en ättling till utvandrare från Hercegovina.
Michail Andrejevitj föddes 1 oktober 1771 och var barnbarnsbarn till Michail Ilitj Miloradovitj som hade tjänstgjort under tsar Peter den store. Han skrevs in i gardet, från 7 års ålder bodde han utomlands (i Tyskland och Frankrike). Tillsammans med sin kusin Grigorij studerade han tyska och franska, aritmetik, geometri, historia, arkitektur och militärhistoria. Under fyra års tid studerade han vid Königsbergsuniversitetet, två år i Göttingen och begav sig sedan till Strasbourg och Metz för vidare militärstudier.
Han blev fänrik i april 1787, deltog i svensk-ryska kriget 1788-1790 som löjtnant (från 1 januari 1790), och utnämndes till kapten 1 januari 1796. Från och med 16 september 1797 blev han överste för samma regemente och 27 augusti 1798 befordrades han till generalmajor och chef för Apsjeronskij musketörregemente. Hösten 1798 tågade han in i det med Ryssland allierade Österrike och nästföljande vår befann han sig redan i Italien. Han deltog i de italienska och schweiziska fälttågen; vid anfall gick han alltid i spetsen för sitt regemente och vid ett flertal tillfällen spelade hans exempel en avgörande roll för slagets utgång. Exempelvis ägde ett blodigt slag rum vid byn Lecco den 14 april 1799, där Miloradovitj uppvisade påhittighet, snabbhet och mod, vilka var hans utmärkande drag som han hade utvecklat i den ryske härföraren Aleksandr Suvorovs ryska skola.

## Utmärkelser
- Riddare av Sankt Alexander Nevskij-orden,  1799
- Sankt Mauritius och Sankt Lazarusorden,  1799
- Maria-Teresiaorden,  1799
- Sankt Johannes av Jerusalems orden,  1799
- Sankt Annas orden, första klass,  1799
- Georgsorden, tredje klass,  1806
- Sankt Vladimirs orden, andra klassen,  1807
- Guldsabel "för tapperhet",  1807
- Georgsorden, andra klass,  1812
- Sankt Vladimirs orden, första klassen,  1812
- Storkorset av Leopoldsorden,  1813
- Andreasorden,  1813
- Badiska husorden Fidelitas,  1814
- Max-Josefsorden,  1814
- Svarta örns orden,  1814
- Första klassen av Röda örns orden,  1814
- Kulmkorset,  1816
- Sankt Annas orden, första klass med briljanter
- Sankt Alexander Nevskij-orden
- Medalj för 1812 års fälttåg
- Georgskorset
- Insignia of the Military Order (1807-1856)

[Redigera Wikidata]